# Carlo Orazi
Carlo Orazi (Castorano, 20 maggio 1673 – Castorano, 1º febbraio 1755) è stato un presbitero e missionario italiano.

## Biografia
Carlo Orazi nacque a Castorano (provincia di Ascoli Piceno) – per cui è indicato anche come “Carlo Orazi da Castorano” o più in breve “Castorano” – il 20 maggio 1673.
Accolto nel convento di Teramo dell'Ordine dei frati minori, fu poi inviato missionario in Cina.

## Missione
Carlo Orazi partì nel 1698 e arrivò in Cina nel 1700. 
Dal 1707 fu vicario del vescovo Bernardino Della Chiesa, residente a Linqing, titolare della diocesi di Pechino.
In questa veste Carlo Orazi fu uno dei principali assertori delle posizioni di Propaganda Fide e della Santa Sede sul problema dei riti cinesi (Vd), affrontando anche diversi scontri con i missionari Gesuiti allora operanti alla corte di Pechino. 
Nel 1715 venne inviato dal vescovo Della Chiesa a Pechino a pubblicare i decreti Apostolici del 1704 e del 1710 che condannavano le pratiche controverse, e poi di nuovo l'anno successivo con l'analogo scopo di pubblicare la Bolla "Ex Illa Die" del marzo 1715, arrivata a Pechino soltanto nel settembre 1716.
Anche in questa occasione affrontò notevoli difficoltà derivanti dal fatto che i missionari Gesuiti erano contrari all'applicazione e al rispetto dei decreti papali su questa delicata materia, e nel momento in cui Carlo Orazi formalizzò loro la emanazione della Bolla Papale, essi si autosospesero dall'amministrazione dei sacramenti, con grave nocumento dell'attività pastorale nella Missione cattolica di Pechino.
In questa occasione Carlo Orazi fu anche imprigionato per una settimana.
Dopo la morte del Vescovo Della Chiesa avvenuta nel 1721, Castorano resse la Diocesi in qualità di vicario, sino al 1725, senza ottenere la nomina episcopale.
Dal 1724, in seguito all'ondata di persecuzioni avviata dal nuovo Imperatore Yongzheng, si stabilì a Pechino, nella residenza di Propaganda Fide ad Haitien, alla periferia della capitale.

## Rientro
Castorano ripartì per l'Italia nell'ottobre 1733, stabilendosi all'Ara Coeli a Roma, rimanendo per sempre un acceso avversario delle posizioni dei Gesuiti e producendo migliaia di pagine di lettere e relazioni molto vivaci in questo senso.
Nel 1742, in concomitanza dell'emanazione della bolla Ex Quo Singulari, con cui papa Benedetto XIV condannava definitivamente i riti cinesi, Orazi fece ritorno al paese natale, nelle Marche, ove morì il 1º febbraio 1755.

## Opere
È autore di un dizionario latino-cinese e di una grammatica della lingua cinese, e del testo a stampa postumo Brevissima notizia o Relazione di varj viaggi, fatiche, patimenti, opere ec..nell'Imperio di Cina ec.., Livorno, Eredi Santini, 1759, oltre che numerosissimi manoscritti ancora conservati presso i principali archivi storici vaticani.